# Бамзи и град лопова
Бамзи и град лопова (швед. Bamse och Tjuvstaden, енгл. Bamse and the Thief City) анимирани је филм из 2014. године. Главни лик је Бамзи.